# 중앙화동재단
중앙화동재단(구: 유민문화재단)은 유민 흥진기의 뜻에 따라 언론연구활동 지원 및 장학사업을 통해 사회복지증진에 기여하기 위하여 1999년 1월 13일 설립된 문화체육관광부 소관의 재단법인이다. 2022년에 유민문화재단에서 중앙화동재단으로 재단명이 변경되었다. 사무실은 서울특별시 중구 서소문로 100 (서소문동, 중앙일보사)에 있다.

## 주요 사업
- 언론인의 국내외 연수 및 연구지원
- 언론인 초청 강연회 및 세미나
- 대학생 및 대학원생 장학사업